# Peter Gemeinder
Peter Gemeinder (* 31. Januar 1891 in Dillhausen; † 30. August 1931 in Mainz) war ein Gauleiter der NSDAP und Mitglied des Reichstages.
Gemeinder besuchte die Volksschule und machte eine Maurerlehre. Danach war er als Maurergeselle und als Arbeiter tätig. 1911 wurde er Soldat im 1. Nassauischen Pionier-Bataillon Nr. 21, nahm ab 1914 am Ersten Weltkrieg teil und wurde mehrfach verwundet. Dafür wurde er u. a. mit dem Eisernen Kreuz Zweiter Klasse ausgezeichnet. 1917 wurde er Offiziersstellvertreter. Nach der Heirat mit seiner Frau Marie/Maria, geb. Pracht, am 1. Januar 1918 kehrte Gemeinder 1919 nach Frankfurt zurück, wo er als Arbeiter und Hilfsarbeiter beim Finanzamt Ost arbeitete. 1918 und 1919 war Gemeinder in der Rätebewegung aktiv und nahm als Vertreter an den Reichsrätekongressen im Dezember 1918 und April 1919 teil.
Durch Mitgliedschaft im Kampfbund zur Brechung der Zinsknechtschaft wurde Gemeinder zusammen mit Jakob Sprenger zu einem der Gründungsmitglieder der Frankfurter NSDAP. Sprenger übergab ihm später den Posten des Ortsgruppenleiters. 1930 zog Gemeinder in den Wiesbadener Kommunallandtag ein und blieb bis zu seinem Rücktritt 1931 dort Mitglied. Auch in der Frankfurter Stadtverordnetenversammlung war Gemeinder sehr aktiv und ab 1925 dort Fraktionsvorsitzender, wobei er das Amt des Stadtverordneten spätestens 1930 zugunsten seines Reichstagsmandates abgab. Seine einzige Rede vor dem Parlament befasste sich mit wirtschaftspolitischen Fragen und paraphrasierte im Grunde bloß Gottfried Feders ökonomische Ansichten, die Gemeinder bereits aus dem „Kampfbund“ kannte.
Am 9. Januar 1931 wurde Gemeinder zum Gauleiter des Gaues Hessen-Darmstadt ernannt. Am 29. August hielt er auf einer Kundgebung der NSDAP in Darmstadt eine zweistündige Rede, deren letzte Worte „Deutschland soll und muss leben und wenn wir sterben müssen!“ gewesen sein sollen, wenig später erlag er einem Herzinfarkt. Da dem überzeugten Nationalsozialisten wegen seiner politischen Anschauung und Tätigkeit vom Mainzer Generalvikar Philipp Jakob Mayer das kirchliche Begräbnis versagt worden war, propagierten seine Parteikollegen Gemeinder zum Märtyrer und benutzten ihn, um den Druck auf die Kirche und kirchlichen Vertreter zu erhöhen. Viele Bischöfe waren nämlich der „Mainzer Richtung“ gefolgt und schlossen Nationalsozialisten von Sakramenten und Sakramentalen aus, was stets Stimmen und Anhänger kosten konnte.
1938 wurde an der Technischen Universität Darmstadt aus der Stammmannschaft des NS-Studentenbundes eine Kameradschaft Peter Gemeinder errichtet, deren Altherrenschaft aus Altmitgliedern des NSDStB gebildet wurde.